# Komeil Ghasemi

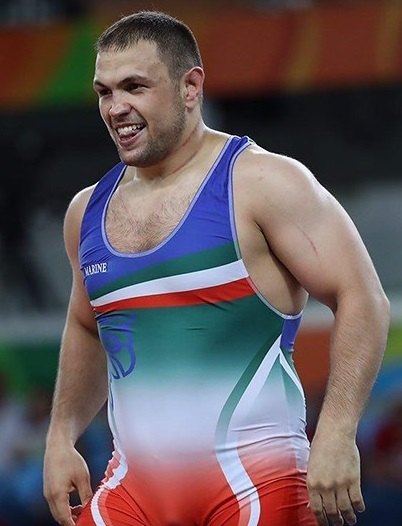
Komeil Ghasemi

Komeil Ghasemi (* 27. Februar 1988 in Sary, Mazandaran) ist ein iranischer Ringer. Er gewann bei den Olympischen Spielen 2012 eine Bronzemedaille und 2016 in Rio de Janeiro eine Silbermedaille, beide Male im freien Stil im Schwergewicht. Im Jahr 2020 wurde Ghasemi zusammen mit Biljal Machow zum Olympiasieger von 2012 erklärt, da beide Teilnehmer des Finales von 2012 wegen Dopings disqualifiziert wurden.

## Werdegang
Komeil Ghasemi begann als Jugendlicher 1999 mit dem Ringen. Er gehört dem Sportclub Zahid Farii Mazandaran an, startete aber auch schon für den Club Sadra Zirab. Trainiert wurde bzw. wird er von Hossein Naribi und Hassan Esmailipour. Er ringt ausschließlich im freien Stil. Der Student ist 1,83 Meter groß und begann seine internationale Karriere im Halbschwergewicht und ringt seit 2010 im Schwergewicht.
2007 nahm er in Peking an der Junioren-Weltmeisterschaft teil und gewann dort im Halbschwergewicht eine Bronzemedaille, die er nach einer Niederlage gegen Alen Sasejew, Russland durch einen Sieg im kleinen Finale über William Harth aus Deutschland. 2008 wurde er in Doha asiatischer Juniorenmeister im Halbschwergewicht vor Ganboldyn Gannjam aus der Mongolei. Im gleichen Jahr gewann er bei der Junioren-Weltmeisterschaft in Istanbul im Halbschwergewicht erneut eine Bronzemedaille. Auch diese erkämpfte er sich durch einen Sieg im kleinen Finale über einen deutschen Ringer, nämlich Kevin Schwäbe.
In den folgenden Jahren wurde er zunächst nicht bei internationalen Meisterschaften eingesetzt. Das lag daran, dass die Konkurrenz an leistungsstarken Ringern im Iran sehr groß ist. 2010 war er aber bei der Asienmeisterschaft in Taschkent im Schwergewicht am Start und belegte dort hinter dem Olympiasieger Artur Taymazov aus Usbekistan den 2. Platz.
Im Jahre 2012 setzte er sich bei den inneriranischen Ausscheidungs-Wettkämpfen für die Olympischen Spiele in London durch und vertrat dort sein Land. Er siegte in London über Arjan Bhullar aus Kanada, verlor aber in seinem zweiten Kampf gegen Artur Taymazov. In der Trostrunde erkämpfte er sich aber noch mit Siegen über Nick Matuhin aus Deutschland und Tervel Dlagnev aus den Vereinigten Staaten eine olympische Bronzemedaille. Diese wurde einige Jahre später gegen die Goldmedaille ausgetauscht, da Goldmedaillengewinner Taymazov und der Silbermedaillengewinner des Dopings überführt und nachträglich disqualifiziert wurden.
Am 15. Mai 2013 vertrat Komeil Ghasemi beim legendären Länderkampf in New York, der zwischen dem Iran und den Vereinigten Staaten im Rahmen des Kampfes für den Verbleib des Ringens im olympischen Programm stattfand, sein Land und siegte dabei über Tervel Dlagnev. 2013 war er auch bei der Weltmeisterschaft in Budapest am Start. Er besiegte dort Daulet Schabanay aus Kasachstan und Aiaal Lasarew aus Kirgisistan, verlor dann aber gegen Tervel Dlagnev und schied, da dieser das Finale nicht erreichte, aus. Er kam auf den 10. Platz.
Beim Mannschafts-Welt-Cup im März 2014 in Los Angeles, der vom Iran gewonnen wurde, wurde er in der neuen Gewichtsklasse bis 125 kg dreimal eingesetzt. Er siegte dabei Über Ansor Chisrijew, Russland, Andrak Galstjan, Armenien und Tornike Tschidescheli, Georgien. Im April 2014 gewann er in dieser Gewichtsklasse die Asienmeisterschaft vor Natsagsürengiin Dsolbood, Mongolei, Daulet Schabanay und Shang Hai, China.
Im September 2014 gewann Komeil Ghasemi erstmals eine Weltmeisterschafts-Medaille. Bei der Weltmeisterschaft in Taschkent besiegte er in der Gewichtsklasse bis 125 kg Alexander Chozianiwski, Ukraine, Deng Zhiwei aus China, Kurban Kurbanow aus Usbekistan und den Titelverteidiger Chadschimurad Gazalow aus Russland. Im Finale verlor er gegen Taha Akgül aus der Türkei knapp nach Punkten (3:4). Er wurde damit Vize-Weltmeister.
2015 belegte er bei der Asienmeisterschaft in Doha in der gleichen Gewichtsklasse den 2. Platz. Im Finale verlor er etwas überraschend gegen den bis dahin weitgehend unbekannten Aiaal Lasarew aus Kirgisistan. Bei der Weltmeisterschaft dieses Jahres in Los Angeles vertrat in der Gewichtsklasse bis 125 kg Parivz Chodavirdi Hadi Basmanj die iranischen Farben, der aber nur den 9. Platz belegte.
Da dieser Platz für eine Startberechtigung bei den Olympischen Spielen 2016 in Rio de Janeiro nicht ausreichte, musste sich ein iranischer Schwergewichtler bei den Olympiaqualifikations-Turnieren erst einen Startplatz für Rio erkämpfen. Das erledigte Komeil Ghasemi im März 2016 durch einen Sieg beim Qualifikations-Turnier in Astana in überzeugender Manier. Er siegte dort vor Däulet Schabanbei aus Kasachstan, Aiaal Lazarew und Deng Zhiwei.
Im olympischen Turnier in Rio de Janeiro war er in hervorragender Form und siegte in der Gewichtsklasse bis 125 kg über Korey Jarvis, Kanada, Diaaeldin Kamal Gouda Abdelmottaleb, Ägypten, Geno Petriaschwili, Georgien und Tervel Dlagnev, USA, verlor aber im Finale wieder gegen Taha Akgül. Damit gewann er die Silbermedaille.
Danach war er bei keinen internationalen Einzel-Meisterschaften mehr am Start.
In den Jahren 2015, 2016, 2017 und 2019 stand er beim Team-Welt jeweils in der iranischen Mannschaft, die 2015, 2016 und 2017 siegte und 2019 den 2. Platz belegte. 2015 in Los Angeles wurde er zweimal eingesetzt und besiegte dabei Tanju Gemici, Türkei und Zach Rey aus den Vereinigten Staaten. Auch 2016 war er in Los Angeles zweimal am Start und besiegte dabei Said Gamidow, Aserbaidschan und Muradi Kuschchow aus Russland. 2017 startete er in Kermandshah dreimal und schlug dabei Salim Ercan, Türkei, Krishan Krishan, Indien und Nick Gwiasdowski aus den Vereinigten Staaten. Beim Welt-Cup 2019 in Yakutsk ging er wieder dreimal an den Start und besiegte dabei Chuderbulga Dorjchand, Mongolei, Anthony Nelson, Vereinigte Staaten und Rolande Andriadse, Georgien. Er blieb also in allen 13 Kämpfen, in denen er eingesetzt wurde, siegreich.

## Internationale Erfolge
| Jahr | Platz  | Wettbewerb                               | Gewichtsklasse | Ergebnisse |
| 2007 | 3.     | Junioren-WM in Peking                    | Halbschwer     | nach einem Sieg über Ruslan Wagisow, Kasachstan, einer Niederlage gegen Alen Zasejew, Russland und Siegen über Taylor Moore, USA und William Harth, Deutschland                                                                                                   |
| 2008 | 1.     | Asiatische Juniorenmeisterschaft in Doha | Halbschwer     | vor Ganboldyn Gannjam, Mongolei, Mohammed Suhail, Irak und Gani Isbargambetow, Kasachstan |
| 2008 | 3.     | Junioren-WM in Istanbul                  | Halbschwer     | nach Siegen über Dániel Ligeti, Ungarn, Gani Isbargambetow und Grigori Tschikowani, Georgien, einer Niederlage gegen Alen Zasejew und einem Sieg über Kevin Schwäbe, Deutschland                                                                                  |
| 2009 | 2.     | Takhti-Cup in Esfahan                    | Halbschwer     | hinter Rasoul Tavakoli, Iran, vor Michail Tamilov, USA und Abdul Ammajew, Usbekistan |
| 2010 | 9.     | Takhti-Cup in Esfahan                    | Schwer         | Sieger: Mohammed Reza Azar Shahib Sayed, Iran vor Ruslan Basijew, Armenien |
| 2011 | 2.     | Takhti-Cup in Kish Island                | Schwer         | hinter Mohammed Reza Azar Shahib Sayed, vor Khashayar Dehestani und Parviz Hadi, alle Iran |
| 2011 | 2.     | Asienmeisterschaften in Taschkent        | Schwer         | hinter Artur Taymazov, Usbekistan, vor Deng Zhiwei, China und Dschargalsaichany Tschuluunbat, Mongolei |
| 2012 | 2.     | Golden-Grand-Prix in Teheran             | Schwer         | hinter Mohammed Reza Azar Shahib Sayed, vor Magomedgadschi Nurasulow, Russland und Yerschan Duissenbekow, Kasachstan |
| 2012 | 4.     | Welt-Cup in Baku                         | Schwer         | hinter Tervel Dlagnev, USA, Alexei Schemarow, Belarus und Jamaladdin Magomedow, Aserbaidschan |
| 2012 | 1.     | Grand-Prix von Spanien in Madrid         | Schwer         | vor Dániel Ligeti, Bachtijar Sultanbek, Kasachstan und Alexei Schemarow |
| 2012 | Gold   | OS in London                             | Schwer         | nach einem Sieg über Arjan Bhullar, Kanada, einer Niederlage gegen Artur Taymazov und Siegen über Nick Matuhin, Deutschland und Tervel Dlagnev; nachträgliche Verleihung der Goldmedaille nach Disqualifizierung der vorherigen Gold- und Silbermedaillengewinner |
| 2013 | 4.     | Welt-Cup in Teheran                      | Schwer         | hinter Taha Akgül, Türkei, Tervel Dlagnev und Tornike Chidescheli, Georgien |
| 2013 | 10.    | WM in Budapest                           | Schwer         | nach Siegen über Däulet Schabanbei, Kasachstan und Aiaal Lasarew, Kirgisistan und einer Niederlage gegen TGervel Dlagnev |
| 2014 | 3.     | „Takhti“-Cup in Teheran                  | bis 125 kg     | hinter Parvis Hadi, Iran und Däulet Schabanbei, gemeinsam mit Abdollah Ghomi Avili, Iran |
| 2014 | 2.     | „Yasar-Dogu“-Memorial in Istanbul        | bis 125 kg     | hinter Taha Akgül, vor Dominique Bradley, USA und Yunus Emre Dede, Türkei |
| 2014 | 1.     | Asienmeisterschaft in Almaty             | bis 125 kg     | vor Natsagsürengiin Dsolbood, Mongolei, Däulet Schabanbei und Shang Hai, China |
| 2014 | 2.     | WM in Taschkent                          | bis 125 kg     | nach Siegen über Alexander Chozwianiwski, Ukraine, Deng Zhiwei, China, Kurban Kurbanow, Usbekistan und Chadschimurad Gazalow, Russland und einer Niederlage gegen Taha Akgül, Türkei                                                                              |
| 2015 | 2.     | Asienmeisterschaft in Doha               | bis 125 kg     | hinter Aiaal Lasarew, Kirgisistan, vor Deng Zhiwei und Farchod Anakulow, Tadschikistan |
| 2016 | 1.     | Großer Preis von Paris                   | bis 125 kg     | vor Luis Felipe Vivenes Urbanesa, Venezuela, Chuluunbat Jargalsaichan, Mongolei und Tervel Dlagnev |
| 2016 | 3.     | „Alexander-Medwed“-Preis in Minsk        | bis 125 kg     | hinter Geno Petriaschwili, Georgien und Said Gamidow, Aserbaidschan |
| 2016 | 1.     | Olympia-Qualif.-Turnier in Astana        | bis 125 kg     | vor Däulet Schabanbei, Kasachstan, Aiaal Lasarew und Deng Zhiwei |
| 2016 | Silber | OS in Rio de Janeiro                     | bis 125 kg     | nach Siegen über Korey Jarvis, Kanada, Diaaeldin Kamal Gouda Abdelmottaleb, Ägypten, Geno Petriaschwili und Tervel Dlagnev und einer Niederlage gegen Taha Akgül                                                                                                  |
| 2018 | 1.     | „Dimitri-Korkin“-Turnier in Yakutsk      | bis 125 kg     | vor Solboo Natsagsuren, Mongolei, Baldan Tschischipow, Russland und Ibrahim Saidau, Belarus |

Erläuterungen
- alle Wettkämpfe im freien Stil
- OS = Olympische Spiele, WM = Weltmeisterschaft
- Halbschwergewicht, Gewichtsklasse bis 96 kg, Schwergewicht, bis 120 kg Körpergewicht (bis 31. Dezember 2013); seit 1. Januar 2014 gilt eine neue Gewichtsklasseneinteilung durch den Ringer-Weltverband FILA